# Mormotomyia hirsuta
Mormotomyia hirsuta é uma espécia de mosca, comumente conhecida como: Terrível Mosca Peluda e pode ser encontrada no Quênia. É pertecente à família Mormotomyiidae (Diptera: Hippoboscoidea) sendo a única espécie conhecida deste ramo. A mosca foi primeiramente descrita pelo entomologista Ernest Edward Austen, e os espécimes foram coletados de uma localidade na montanha de Okazzi Hills, em uma fissura de habitat de morcegos; este fato pode ser a distribuição mais restrita geográfica para toda a família de moscas. As larvas foram colidas de fezes de morcegos. Acredita-se que os adultos se alimentam de secreções corporais de morcegos. Suas asas não são funcionais.